# Early Activation Antigen CD69
Early activation antigen CD69 ist ein Oberflächenprotein aus der Gruppe der Zelladhäsionsmoleküle.

## Eigenschaften
CD69 wird von aktivierten T-Zellen, B-Zellen, NK-Zellen, Neutrophilen, Eosinophilen, Langerhans-Zellen und Thrombozyten gebildet. Es dient als Immunmodulator nach der Aktivierung. CD69 bindet zweiwertige Calciumionen und ist glykosyliert und phosphoryliert.